# Оляниця
Оля́ниця — село в Україні, у Тростянецькій селищній громаді Гайсинського району Вінницької області. Населення становить 1235 осіб.

## Географія
Селом протікає річка Нетека, права притока Південного Бугу.

## Історія
12 червня 2020 року, відповідно розпорядження Кабінету Міністрів України № 707-р «Про визначення адміністративних центрів та затвердження територій територіальних громад Вінницької області», село увійшло до складу Тростянецької селищної громади.
19 липня 2020 року, в результаті адміністративно-територіальної реформи і ліквідації Тростянецького району, село увійшло до складу Гайсинського району.

## Населення

### Мова
Розподіл населення за рідною мовою за даними :
| Мова            | Кількість | Відсоток |
| --------------- | --------- | -------- |
| українська      | 1227      | 99.27%   |
| російська       | 7         | 0.57%    |
| інші/не вказали | 2         | 0.16%    |
| Усього          | 1236      | 100%     |

## Пам'ятки
- Ладижинські ясени — заповідне урочище.
- Ладижинська діброва — заповідне урочище.